# Osmoy (Yvelines)
Osmoy ist eine Gemeinde im französischen Département Yvelines in der Île-de-France. Sie gehört zum Kanton Bonnières-sur-Seine im Arrondissement Mantes-la-Jolie. Die Bewohner nennen sich Osmoyens oder Osmoyennes.

## Geographie
Sie grenzt im Norden an Saint-Martin-des-Champs, im Osten und im Südosten an Flexanville und im Südwesten und im Westen an Orgerus.

## Bevölkerungsentwicklung
| Jahr      | 1962 | 1968 | 1975 | 1982 | 1990 | 1999 | 2008 | 2014 | 2021 |
| --------- | ---- | ---- | ---- | ---- | ---- | ---- | ---- | ---- | ---- |
| Einwohner | 108  | 89   | 127  | 211  | 238  | 316  | 393  | 357  | 404  |

## Sehenswürdigkeiten
Siehe auch: Liste der Monuments historiques in Osmoy (Yvelines)

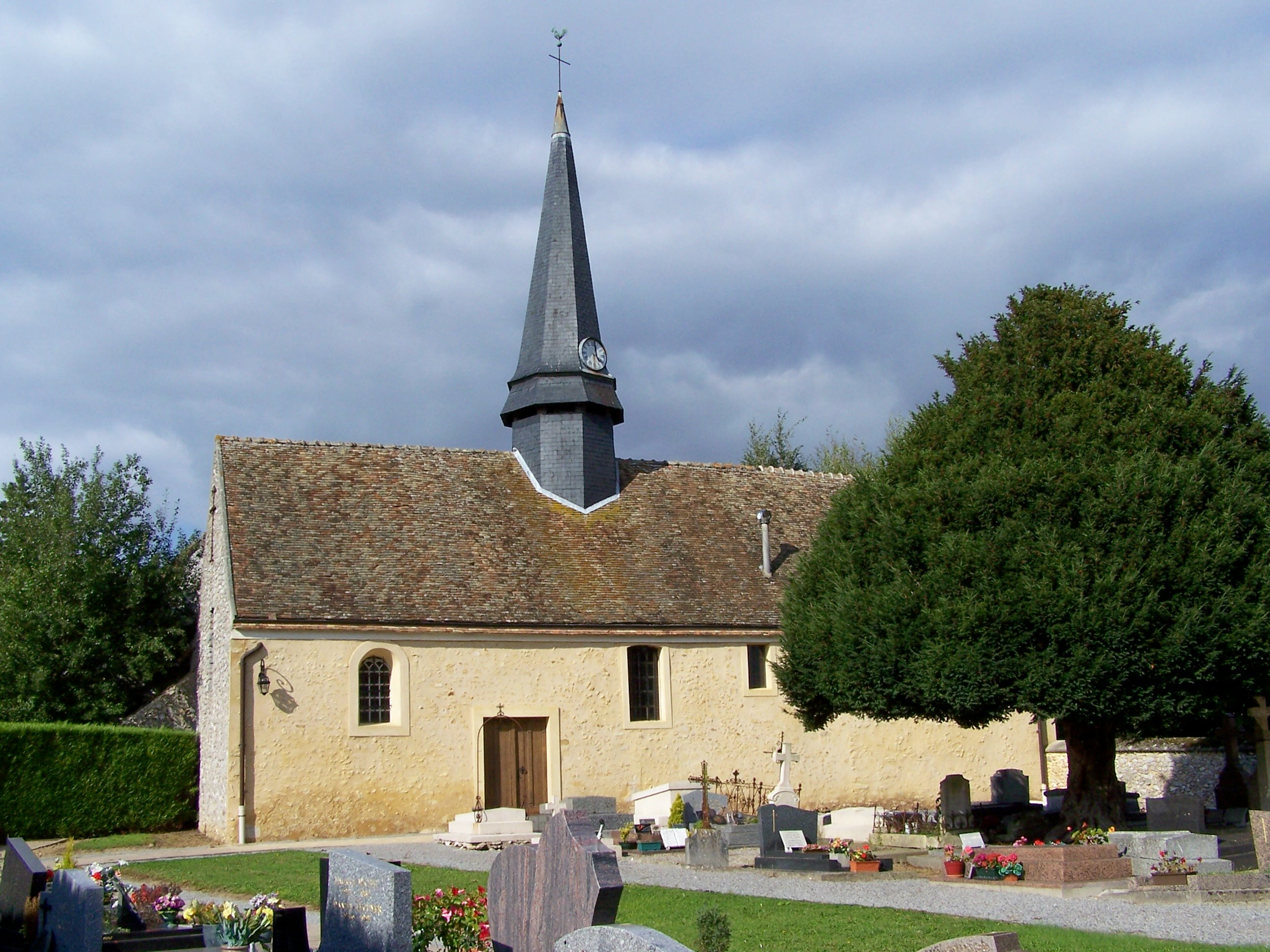
Kirche Saint-Cloud
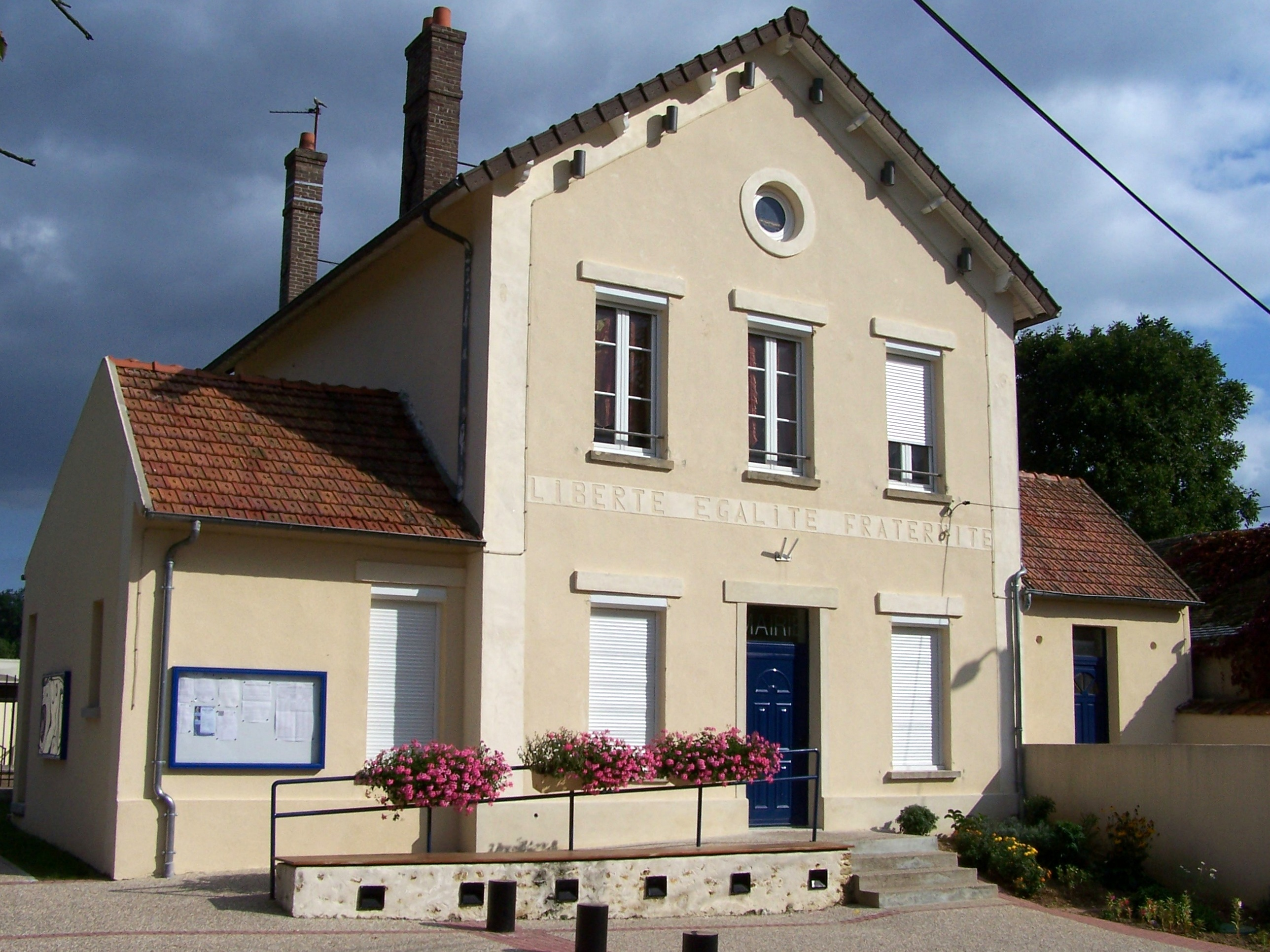
Mairie (Rathaus)
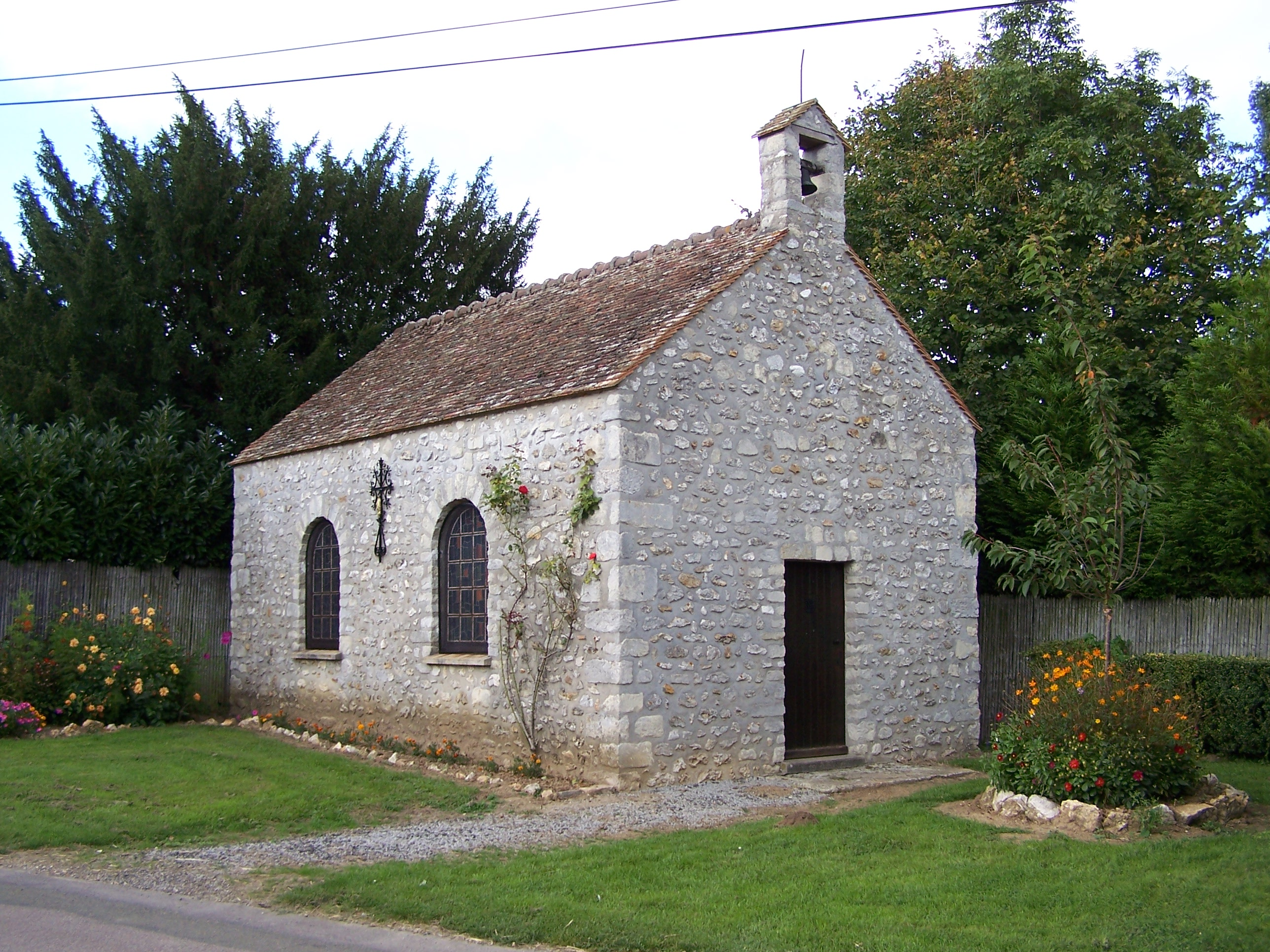
Kapelle
- Kriegerdenkmal
- Lavoir

- Kirche Saint-Cloud
- Mairie (Rathaus)
- Kapelle